# اريك واتسون (ملحن)
اريك واتسون (بالإنجليزية: Eric Watson)‏ هو عازف بيانو وملحن أمريكي، ولد في 5 يوليو 1955.

## وصلات خارجية
- اريك واتسون على موقع ميوزك برينز (الإنجليزية)
- اريك واتسون على موقع أول ميوزيك (الإنجليزية)
- اريك واتسون على موقع ديسكوغز (الإنجليزية)